# Kot (film 2003)
Kot (ang. The Cat in the Hat, 2003) – ekranizacja książki amerykańskiego pisarza Dr. Seussa.

## Fabuła
|  |

Film opowiada o dwójce dzieci, 7-letniej Sally Walden i jej 12-letnim bracie Conradzie, które pewnego pochmurnego wieczoru odwiedza kot w wielkim pasiastym kapeluszu (Kot Prot). Od tej chwili dzieciaki bawią się w najlepsze, lecz w końcu wszystko wymyka się spod kontroli. Kot przyprowadza Cosia 1 i Cosia 2, które robią wszystko odwrotnie, niż się im każe i z powodu bałaganu jest tylko gorzej. Pies Sally, Nevins, ucieka z domu i dzieci muszą uchronić go przed złym sąsiadem, chłopakiem ich mamy, o imieniu Lawrence Quinn. W dodatku Nevins miał na obroży kłódkę do skrzyni przenoszącej między światami. Kiedy wreszcie znajdują psa, ich mama jedzie samochodem do domu. Cosie pomagają dzieciom w dojeździe do domu, ale Lawrence je przyłapuje. Na szczęście wpada do różowej rzeki – efektu otwarcia skrzyni. Cała trójka dociera do skrzyni. Dzieci próbują ją zamknąć, ale im się nie udaje. Nad nimi wytworzył się wir porywający przedmioty. Sally jest za lekka i unosi ją wir. Conrad łapie ją za rękę, ale nie może zamknąć skrzyni. Sally musi go puścić. Dziewczynka bez oporu się zgadza. Conrad zakłada kłódkę i ratuje siostrę. Oboje są źli na Kota za całe zamieszanie. Kot jednak naprawia to, a dzieci wyciągają z tego wnioski.

## Obsada
- Mike Myers – Kot Prot
- Alec Baldwin – Lawrence Quinn
- Kelly Preston – Joan Walden
- Dakota Fanning – Sally Walden
- Spencer Breslin – Conrad Walden
- Amy Hill – Pani Kwan
- Dan Castellaneta – Coś #1 / Coś #2
- Paris Hilton – Klubowiczka

i inni